# Tony Harris
Tony Lee Harris (Seattle, 09 de novembro de 1970), foi um jogador de basquete norte americano. 
Tony jogou no Brasil em três times Casa Branca, Unitri/Uberlândia e Lobos Brasília. Em 18 de novembro de 2007, funcionários do Federal Bureau of Investigation (FBI) informaram que seu corpo tinha sido encontrado em um "local ao ar livre", a 50 milhas a leste de Brasília, mais precisamente em Formosa, no estado de Goiás. Foi encontrado com um cadarço enrolado no pescoço, e um relatório disse que estava pendurado de uma árvore.